# Lahti-Saloranta M/26
Il Lahti-Saloranta M-26 (a volte chiamata LS-26) è una mitragliatrice leggera creata da Aimo Lahti e Arvo Saloranta nel 1926. L'arma può sparare sia in modalità fuoco automatico sia in modalità semi-automatico. Può usare sia i caricatori da 20 colpi sia quelli da 75, ma sembra che l'esercito finnico abbia usato solo la versione più piccola cioè quella da 20 colpi.
L' M-26 vinse una competizione dell'esercito finlandese nel 1925 dove venne scelto come fucile automatico principale per l'esercito. La produzione iniziò nel 1927 al VKT (Valtion kivääritehdas, Fabbrica di stato di fucili), e si protrasse fino al 1942. Vennero costruite più di 5 000 armi. La Cina fece un grosso ordinativo di 30 000 pezzi da 7.92 mm M-26s nel 1937, ma solo 1 200 di queste armi vennero consegnate a causa della pressione diplomatica giapponese.
Nella guerra d'inverno, c'erano due squadre in ogni plotone che provvedevano al fuoco di copertura per le squadre di fucilieri da due a dieci uomini. In ogni squadra, c'era un mitragliere equipaggiato con l'M-26, un assistente e il resto della squadra equipaggiata con fucili, uno dei quali probabilmente era un fucile di precisione.
Sul campo di battaglia, il Lahti-Saloranta M/26 è stato trovato difficile da tenere pulito (a causa delle 188 parti dell'arma), pesante, e con poca capacità del caricatore. I mitraglieri finlandesi preferivano il Degtyarev quando migliaia di queste armi vennero catturate ai sovietici e usati contro gli ex-proprietari. Come risultato, nell'estate del 1944, solo 3 400 M/26 erano al fronte, comparati con gli oltre 9 000 Degtyarev catturati.